# Richard Wallace (Informatiker)
Richard S. Wallace (* 1960 in Portland, Maine) ist der Vorstandsvorsitzende und Mitbegründer von A.L.I.C.E. (Artificial Linguistic Internet Computer Entity).
Wallace machte seinen Abschluss der Informatik 1989 an der Carnegie Mellon University. Heute lebt er in San Francisco.
Wallace ist an einer bipolaren Störung erkrankt. In den frühen 1990ern wurde er von der New York University entlassen, er selbst sieht seine Krankheit als Entlassungsgrund.
Wallace gewann 2000, 2001 und 2004 mit A.L.I.C.E. die Bronzemedaille des Loebner-Preises.